# Klubowe Mistrzostwa Świata w piłce siatkowej kobiet 2021
14. edycja Klubowych mistrzostw świata w piłce siatkowej kobiet odbędzie się w dniach 15–19 grudnia 2021 w stolicy Turcji w Ankarze. W rozgrywkach będzie brać udział 6 drużyn.

## Uczestnicy[2]
| Drużyna                 | Sposób awansu                               |
| ----------------------- | ------------------------------------------- |
| Imoco Volley Conegliano | Klubowy mistrz Europy 2021                  |
| VakıfBank SK            | Klubowy wicemistrz Europy 2021              |
| Fenerbahçe SK           | Gospodarz, Wicemistrz Turcji 2021           |
| Dentil/Praia Clube      | Klubowy mistrz Ameryki Południowej 2021     |
| Minas Tênis Clube       | Klubowy wicemistrz Ameryki Południowej 2021 |
| VC Altay                | Klubowy mistrz Azji 2021                    |

## Podział na grupy
| Grupa A                                                  | Grupa B                                 |
| -------------------------------------------------------- | --------------------------------------- |
| Imoco Volley Conegliano Fenerbahçe SK Dentil/Praia Clube | VakıfBank SK Minas Tênis Clube VC Altay |

## Hala sportowa
|           | Miasto             | Ankara |
| Hala      | Ankara Spor Salonu |        |
| Pojemność | 10 400             |        |

## Faza grupowa

### Grupa A
Tabela
| Lp. | Drużyna                 | Mecze | Mecze   | Mecze   | Pkt | Sety | Sety | Sety  | Małe punkty | Małe punkty | Małe punkty |
| Lp. | Drużyna                 | M     | W (3:2) | P (2:3) | Pkt | wyg. | prz. | ratio | zdob.       | str.        | ratio       |
| --- | ----------------------- | ----- | ------- | ------- | --- | ---- | ---- | ----- | ----------- | ----------- | ----------- |
| 1   | Imoco Volley Conegliano | 2     | 2 (0)   | 0 (0)   | 6   | 6    | 0    | MAX   | 150         | 109         | 1.376       |
| 2   | Fenerbahçe SK           | 2     | 1 (0)   | 1 (0)   | 3   | 3    | 4    | 0.750 | 155         | 162         | 0.957       |
| 3   | Dentil Praia Clube      | 2     | 0 (0)   | 2 (0)   | 0   | 1    | 6    | 0.167 | 138         | 172         | 0.802       |

Źródło: FIVB
Punktacja: 3:0 i 3:1 – 3 pkt; 3:2 – 2 pkt; 2:3 – 1 pkt; 1:3 i 0:3 – 0 pkt
Zasady ustalania kolejności: 1. liczba zwycięstw, 2. liczba punktów, 3. stosunek setów, 4. stosunek małych punktów, 5. bilans w bezpośrednich meczach
Legenda:   awans do półfinału
- W nawiasach podano godziny meczów zgodnie z czasem środkowoeuropejskim

Wyniki
| Data       | Godz.         | Drużyna 1               | Wynik | Drużyna 2          | 1     | 2     | 3     | 4     | 5 | Widzów | *      |
| ---------- | ------------- | ----------------------- | ----- | ------------------ | ----- | ----- | ----- | ----- | - | ------ | ------ |
| 15.12.2021 | 18:30 (16:30) | Imoco Volley Conegliano | 3:0   | Fenerbahçe SK      | 25:12 | 25:23 | 25:23 |       |   | 6342   | raport |
| 16.12.2021 | 18:30 (16:30) | Dentil Praia Clube      | 1:3   | Fenerbahçe SK      | 25:22 | 23:25 | 18:25 | 21:25 |   | 8107   | raport |
| 17.12.2021 | 15:00 (13:00) | Imoco Volley Conegliano | 3:0   | Dentil Praia Clube | 25:17 | 25:16 | 25:18 |       |   | 1380   | raport |

### Grupa B
Tabela
| Lp. | Drużyna           | Mecze | Mecze   | Mecze   | Pkt | Sety | Sety | Sety  | Małe punkty | Małe punkty | Małe punkty |
| Lp. | Drużyna           | M     | W (3:2) | P (2:3) | Pkt | wyg. | prz. | ratio | zdob.       | str.        | ratio       |
| --- | ----------------- | ----- | ------- | ------- | --- | ---- | ---- | ----- | ----------- | ----------- | ----------- |
| 1   | VakıfBank SK      | 2     | 2 (0)   | 0 (0)   | 6   | 6    | 0    | MAX   | 150         | 93          | 1.613       |
| 2   | Minas Tênis Clube | 2     | 1 (0)   | 1 (0)   | 3   | 3    | 3    | 1.000 | 128         | 135         | 0.948       |
| 3   | Altay VC          | 2     | 0 (0)   | 2 (0)   | 0   | 0    | 6    | 0.000 | 100         | 150         | 0.667       |

Źródło: FIVB
Punktacja: 3:0 i 3:1 – 3 pkt; 3:2 – 2 pkt; 2:3 – 1 pkt; 1:3 i 0:3 – 0 pkt
Zasady ustalania kolejności: 1. liczba zwycięstw, 2. liczba punktów, 3. stosunek setów, 4. stosunek małych punktów, 5. bilans w bezpośrednich meczach
Legenda:   awans do półfinału
- W nawiasach podano godziny meczów zgodnie z czasem środkowoeuropejskim

Wyniki
| Data       | Godz.         | Drużyna 1         | Wynik | Drużyna 2    | 1     | 2     | 3     | 4 | 5 | Widzów | *      |
| ---------- | ------------- | ----------------- | ----- | ------------ | ----- | ----- | ----- | - | - | ------ | ------ |
| 15.12.2021 | 15:00 (13:00) | Minas Tênis Clube | 3:0   | Altay VC     | 25:20 | 25:22 | 25:18 |   |   |        | raport |
| 16.12.2021 | 15:00 (13:00) | VakıfBank SK      | 3:0   | Altay VC     | 25:13 | 25:10 | 25:17 |   |   |        | raport |
| 17.12.2021 | 18:30 (16:30) | Minas Tênis Clube | 0:3   | VakıfBank SK | 18:25 | 17:25 | 18:25 |   |   | 6420   | raport |

## Faza finałowa

### Drabinka
|  |                         |                         |              |                   |   |                         |                         |       |
|  | Półfinały               | Półfinały               | Półfinały    |                   |   | Finał                   | Finał                   | Finał |
|  | Półfinały               | Półfinały               | Półfinały    |                   |   | Finał                   | Finał                   | Finał |
|  | 18.12                   |                         |              |                   |   |                         |                         |       |
|  |                         |                         |              |                   |   |                         |                         |       |
|  | Imoco Volley Conegliano | Imoco Volley Conegliano | 3            |                   |   |                         |                         |       |
|  | Imoco Volley Conegliano | Imoco Volley Conegliano | 3            | 19.12             |   |                         |                         |       |
|  | Minas Tênis Clube       | Minas Tênis Clube       | 1            |                   |   |                         |                         |       |
|  | Minas Tênis Clube       | Minas Tênis Clube       | 1            |                   |   | Imoco Volley Conegliano | Imoco Volley Conegliano | 2     |
|  | 18.12                   |                         |              |                   |   | Imoco Volley Conegliano | Imoco Volley Conegliano | 2     |
|  |                         |                         | VakıfBank SK | VakıfBank SK      | 3 |                         |                         |       |
|  | VakıfBank SK            | VakıfBank SK            | VakıfBank SK | VakıfBank SK      | 3 | 3                       |                         |       |
|  | VakıfBank SK            | VakıfBank SK            |              |                   |   |                         |                         |       |
|  | Fenerbahçe SK           | Fenerbahçe SK           | 0            |                   |   |                         |                         |       |
|  | Fenerbahçe SK           | Fenerbahçe SK           | 0            | Mecz o 3. miejsce |   |                         |                         |       |
|  |                         |                         |              |                   |   |                         |                         |       |
|  | 19.12                   |                         |              |                   |   |                         |                         |       |
|  |                         |                         |              |                   |   |                         |                         |       |
|  | Minas Tênis Clube       | Minas Tênis Clube       | 0            |                   |   |                         |                         |       |
|  | Minas Tênis Clube       | Minas Tênis Clube       | 0            |                   |   |                         |                         |       |
|  | Fenerbahçe SK           | Fenerbahçe SK           | 3            |                   |   |                         |                         |       |
|  | Fenerbahçe SK           | Fenerbahçe SK           | 3            |                   |   |                         |                         |       |

- W nawiasach podano godziny meczów zgodnie z czasem środkowoeuropejskim

|  |  | Półfinały |  |
|  |  | --------- |  |

| Data       | Godz.         | Drużyna 1               | Wynik | Drużyna 2         | 1     | 2     | 3     | 4     | 5 | Widzów | *      |
| ---------- | ------------- | ----------------------- | ----- | ----------------- | ----- | ----- | ----- | ----- | - | ------ | ------ |
| 18.12.2021 | 15:00 (13:00) | Imoco Volley Conegliano | 3:1   | Minas Tênis Clube | 23:25 | 26:24 | 25:15 | 25:19 |   | 4380   | raport |
| 18.12.2021 | 18:30 (16:30) | VakıfBank SK            | 3:0   | Fenerbahçe SK     | 25:19 | 29:27 | 25:23 |       |   |        | raport |

|  |  | Mecz o trzecie miejsce |  |
|  |  | ---------------------- |  |

| Data       | Godz.         | Drużyna 1         | Wynik | Drużyna 2     | 1     | 2    | 3     | 4 | 5 | Widzów | *      |
| ---------- | ------------- | ----------------- | ----- | ------------- | ----- | ---- | ----- | - | - | ------ | ------ |
| 19.12.2021 | 15:00 (13:00) | Minas Tênis Clube | 0:3   | Fenerbahçe SK | 18:25 | 7:25 | 26:28 |   |   | 5995   | raport |

|  |  | Finał |  |
|  |  | ----- |  |

| Data       | Godz.         | Drużyna 1               | Wynik | Drużyna 2    | 1     | 2     | 3     | 4     | 5    | Widzów | *      |
| ---------- | ------------- | ----------------------- | ----- | ------------ | ----- | ----- | ----- | ----- | ---- | ------ | ------ |
| 19.12.2021 | 18:30 (16:30) | Imoco Volley Conegliano | 2:3   | VakıfBank SK | 15:25 | 25:22 | 22:25 | 25:22 | 7:15 | 10960  | raport |

| KLUBOWY MISTRZ ŚWIATA |
| --------------------- |
| VakıfBank SK 4. TYTUŁ |

## Klasyfikacja końcowa
| Miejsce | Drużyna                 |
| ------- | ----------------------- |
| 1       | VakıfBank SK            |
| 2       | Imoco Volley Conegliano |
| 3       | Fenerbahçe SK           |
| 4       | Minas Tênis Clube       |
| 5       | Dentil Praia Clube      |
| 6       | Altay VC                |

## Nagrody indywidualne
| Najlepsza zawodniczka (MVP) | Najlepsza atakująca | Najlepsze przyjmujące                        | Najlepsze środkowe          | Najlepsza rozgrywająca | Najlepsza libero  |
| --------------------------- | ------------------- | -------------------------------------------- | --------------------------- | ---------------------- | ----------------- |
| Isabelle Haak               | Isabelle Haak       | Gabriela "Gabi" Guimarães Arina Fiedorowcewa | Robin de Kruijf Zehra Güneş | Joanna Wołosz          | Monica De Gennaro |